# Мері Бейтсон
Мері Бейтсон (12 вересня 1865, затока Робін Гуда — 30 листопада 1906, Кембридж) — британська історикиня і активістка виборчого права для жінок.

## Життєпис
Народилася в родині Вільяма Генрі Бейтсона, магістра Коледжу Св. Іоанна, Кембридж, та Анни Ейкін. Мала старшого брата Вільяма (став генетиком) і сестру Маргарет (у шлюбі Гейтленд). Здобула освіту в школі Перс для дівчат і коледжі Ньюнем у Кембриджі. Все своє професійне життя провела в Невнгемі, викладаючи там з 1888 року та ставши стипендіаткою у 1903 році.
Відома роботами з історії середньовіччя. Мері Бейтсон професійно підтримували історики Манделл Крейтон і Ф. В. Мейтленд. Померла від крововиливу в мозок, похована на кладовищі Хістон-роуд у Кембриджі.

## Активізм
У рамках діяльності щодо жіночого виборчого права Мері Бейтсон у 1888 організувала у Кембриджі Центральне товариство жіночого виборчого права. Наступного року обрана до виконавчого комітету Кембриджської асоціації жіночого виборчого права. У 1906 році брала участь у депутації до парламенту, де представила прем'єр-міністру Генрі Кемпбелл-Баннерману петицію від імені «жінок, які є докторками літератури, наук і права в університетах Сполученого Королівства та британських колоній, в університети також Європи та Сполучених Штатів». У петиції зазначалося, що підписантки «вважають, що позбавлення прав однієї статі завдає шкоди обом і є національною кривдою в країні, яка претендує на представницьку систему».

## Праці
- Реєстр жіночого монастиря Крабхаус, 1889 рік
- Походження та історія подвійних монастирів, 1899
- Записи району Лестер; це серія витягів з архівів Корпорації Лестера, 3 томи, 1899—1901 рр.
- Середньовічна Англія, 1066—1350 рр ., 1903 р.[10]
- «Французи в Америці (1608—1744)», розділ 3 Кембриджської сучасної історії, том. 7 (1903)